# 空圧

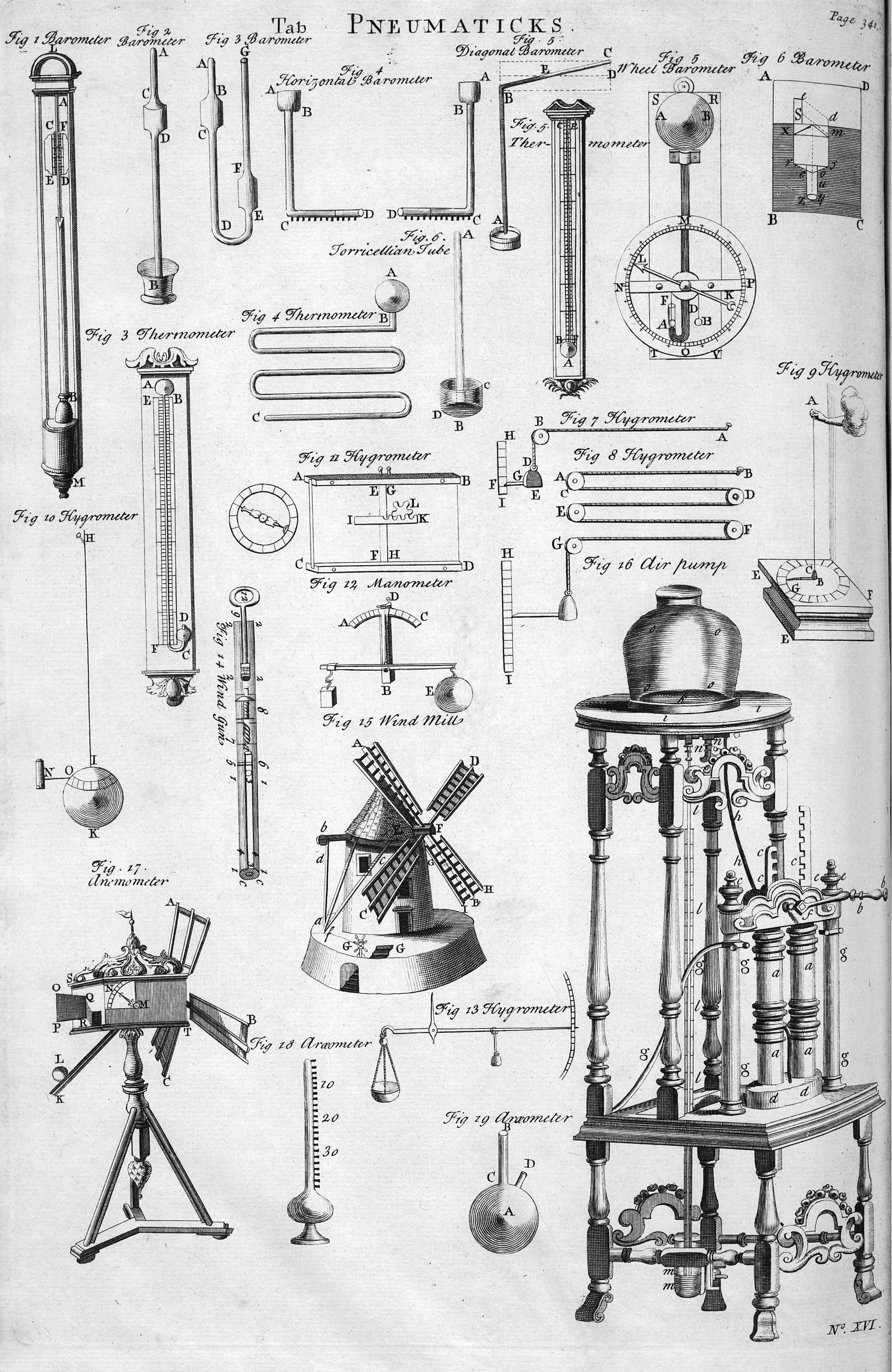
空圧機器の一覧, サイクロペディア,1728年より

空圧（くうあつ、英: Pneumatics）あるいは空圧システム（くうあつシステム）は、科学や工学分野において、圧縮空気を用いて装置を駆動する方式である。英語の pneumatics は、ギリシア語で風や息を意味する πνεῦμα pneuma から由来している。
空圧にあたる言葉は西暦60年のアレクサンドリアのヘロンに最初に登場しているが、それ以前から知られていた機構である。

## 概要
空圧とは、大気をコンプレッサーによって加圧・圧縮し、その圧力や膨張力をエネルギー源として機器を動かす装置群である。往復運動するピストン、回転運動するモーター、空気の流体としての運動を利用した粉体輸送システム、さらには圧縮空気によって汚れ・ホコリを吹き飛ばす清掃などに用いられる。

## 特徴
空圧は油圧と同様流体の力を応用しているが、油圧と比べて低い圧力で使用される。油圧が高負荷・高圧・重装備であるのに対し、空圧は低負荷・低圧・簡便な設備でかつ火災の心配が少ない安全な方式である。大部分の工業用空圧機器は、0.5 – 0.7 MPa（5気圧 – 7気圧、80 – 100 psi）で動作する。油圧では、一般的に7 – 35 MPa（70気圧 – 350気圧、1,000 – 5,000 psi）が用いられ、ときには70 MPa (10,000 psi) を超える用途もある。

### 空圧の長所
- 動力源がコンプレッサーであり、設備が安価で使いやすい。
- 圧縮空気タンクなどによって、エネルギーの貯蔵が容易に実現できる。
- 駆動に用いられる流体が軽量かつ比較的低圧であるので、配管やホース類が簡便である。
- 装置の速度は流量調整弁、装置の出力は圧力調整弁で容易に調整できる。また流体の粘度が低いため高速運転が可能。→たとえば歯科医の空圧ドリルは30万rpmで回転する。
- 駆動に用いられる流体が基本的に単なる空気であるので、機器側で廃棄が可能であれば戻りラインが不要（油圧などでは流体をタンクに戻す必要がある）。
- 流体が空気なので漏れても周囲を汚染する心配もない。
- 空気は圧縮できるので、装置が衝撃で壊れることが少ない。つまり、空気が過剰な力を吸収してくれるので、油圧のように力が直接伝わることウォーターハンマーがない。
- 空気を使うため、油圧に比べて火災の危険性がほとんどない。揮発性の危険物を取り扱う施設では、コンプレッサーは別室に設置して、危険物エリアでは空圧ポンプを使用する例がよくみられる。
- 油圧ではオイルのメンテナンスが必要であるが、空圧では不要。
- 鉱山等の環境では空圧機器を使用することで空気を補給することもできる。

### 空圧の短所
- 高負荷が求められる場合には不向き。
- 空気は圧縮・膨張するため、微妙な速度制御や同期運転が困難。例えば油圧ではシリンダーによる位置制御が可能であるが、空圧では困難である。
- 使用後の空気放出時の音が大きい。これはサイレンサーの設置である程度カバーできる。
- 油圧や水グリセリン圧機械に比較して漏れが大きい。また、漏れによる排出空気に含まれている潤滑油オイルミストによる汚染の問題（オイルレスシステムを除く）が比較的大きい。
- 圧縮空気から取り除かれた水分は定期的にドレイン抜き（タンク容量の圧迫と非効率化、タンク内面の錆びのため、こまめなメンテが必要）し、エアーフィルターも定期的な清掃が必要。空気中の水分により配管や機器が腐食する恐れがあり、高品質な圧縮空気を運用するためには除湿機を装備する必要がある。
- 空気は圧縮性があるためコンプレッサーを停止しても配管・タンク・アキュムレータなどに圧力が残っており装置は稼働できる。そのため停止後の誤操作による事故の可能性がある。また、設備が老朽化したり、設計以上の圧力がかかると、破裂のおそれがある。そのため、メンテナンス時には圧力抜きの確認が必要である。

## システム
空圧装置は圧力源装置、空気清浄化機器、潤滑装置、制御機、アクチュエイター（空圧作動機器）で構成される。
圧力源装置は主に電気モーターによるコンプレッサー、圧縮された空気の温度を下げるアフタークーラー、エアータンクで構成される。アフタークーラーは圧縮により高温になった空気を冷却する。エアータンク中では水分が凝縮して溜まるため、底にドレイン弁があり、自動的または手動により定期的に排出される。空気清浄化機器はエアードライヤーとエアーフィルターがある。エアードライヤーは圧縮空気を露点以下に冷却して空気中の水分を結露させて乾燥空気を作る、結露した水は自動的に排出される。エアーフィルターは水以外の埃などを除去するが、定期的な清掃が必要である。エアードライヤーはコンプレッサーとエアータンクの間に設置されることが多い。エアーフィルターは空気配管中の各所に設置される。潤滑装置はアクチュエイターに必要な潤滑油を空気中に細かい粒状にして混入させる装置でルブリケーターとも呼ばれ、アクチュエイターの直前に設置される。制御機は圧力や空気の方向や流量を調整する制御弁からなる。アクチュエイターは圧縮空気のエネルギーを利用して、往復運動（空圧シリンダー）、回転運動（空圧モーターやタービン類）、粉体輸送などの作業を行う。

## 応用
空圧は、様々な形態で用いられる。歯科では、同じ出力の電気ドリルに比べ、空圧ドリルの方が軽く速くシンプルになる。例えば、動力を供給するコンプレッサーがドリルと分離でき、送られてきた圧縮空気でドリルの先を超高速で回転させることができる。空圧による移送システムは多くの工業で粉体やデバイスを移動させるのに用いられている。空送チューブは、物体を長い距離移動させることができる。空圧機器は、爆発性の粉塵やガスが存在しうる地下深い鉱山のように、安全上の理由で電気モーターが使えないところにも用いられる。特に重要な空圧機器ではフィルターや除湿機を通すことにより品質の高い安定した空気を作る必要がある。
空圧機器（アクチュエイター）の例としては、以下のようなものがある。
- ダイヤフラムポンプ
- 空圧ドリル (jackhammer) 道路工事で用いられる
- 空圧釘打機
- 歯科医のドリル
- 空圧スイッチ
- Barostat 密閉空間での圧力調整用バルーンで、消化器系・神経系で生じる電気の研究にも用いられる
- Cable Jetting - ダクトにケーブルを通す方法
- 空送メールダクト
- 空気ブレーキ バス、列車、トラックなどで使われる、鉄道のブレーキはエアーシリンダーの構造がよく見える。

## 空圧装置部品

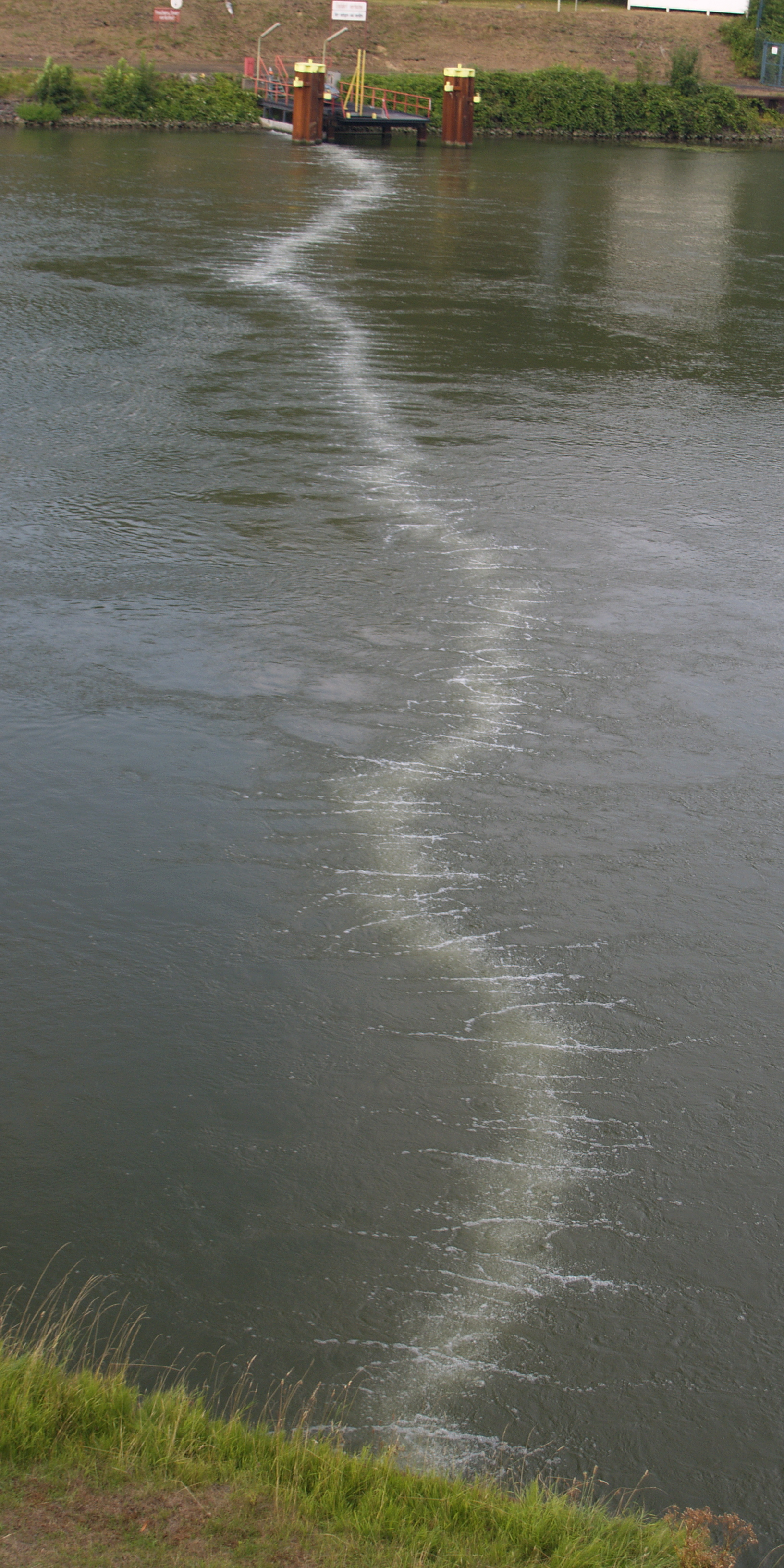
石油ターミナルで用いられている空圧バリア

よく用いられる空圧装置としては以下のようなものがある。
- 空圧直接操作ソレノイド弁
- 空圧パイロット操作ソレノイド弁
- 空圧外部パイロットソレノイド弁
- 空圧手動バルブ
- パイロット作動型空圧バルブ
- 空圧フィルタ
- 空圧レギュレータ
- 空圧潤滑
- 空圧スイッチ
- 空圧手動OSHA型ロックアウト装置およびダンパーバルブ
- 空圧ソレノイドダンプバルブ
- 空圧圧力容器
- 空圧ロッドなしシリンダ
- 空圧グリッパ
- 空圧回転アクチュエータ
- パイプ接続
- 空圧流量コントロール
- 空圧急速排気弁
- 空圧ブースター
- 空圧ポリウレタンチューブ
- pneumatic quick disconnect
- sorteberg relay
- PID制御
- コントロール弁

## 空圧制御ロジック
空圧制御ロジックは、工業プロセスの制御に良く用いられている。基本部品としては、
- And装置
- Or装置
- リレーまたはブースター装置
- ラッチ装置
- タイマー装置

空圧制御ロジックは、工業プロセスの制御法として信頼性があり機能的である。近年では、電気機器の小型化や低コスト化に伴い、これらのシステムは電気制御システムに置き換わっている。しかし、圧縮空気だけが動力源である場合に加え、デジタル制御に比べたときの更新コスト、安全性、その他の優位性などを考慮して、空圧機器はまだ活躍している。